# Lista de concentrações urbanas do Brasil por PIB

Mapa de localização das grandes concentrações urbanas no Brasil, diferenciadas por cores por motivos urbano-hierárquicos.

Esta é uma lista de grandes concentrações urbanas do Brasil por PIB, baseada nos dados do produto interno bruto (PIB) nominal do agregado dos municípios que conformam as grandes concentrações urbanas, de acordo com o Instituto Brasileiro de Geografia e Estatística (IBGE).
O conceito de "grandes concentrações urbanas" foi trazido no estudo chamado Arranjos Populacionais e Concentrações Urbanas do Brasil, no qual o IGBE identificou 26 delas no país com base no censo demográfico de 2010. Tal categoria conceitual abrange arranjos populacionais "acima de 750 mil habitantes e os municípios isolados (que não formam arranjos) de mesma faixa populacional". Os arranjos, por sua vez, foram definidos como conjuntos formados por dois ou mais municípios que se encontram integrados por contiguidade da mancha urbana ou fluxos para trabalho ou estudo. Em termos de concentração populacional, as grandes concentrações urbanas representam as faixas mais populosas, seguidas pelas "médias concentrações urbanas" (municípios isolados e arranjos populacionais entre 100 mil e 750 mil habitantes) e pelas "pequenas concentrações populacionais" (arranjos com população inferior a 100 mil habitantes).

## Grandes concentrações urbanas do Brasil por PIB em 2014

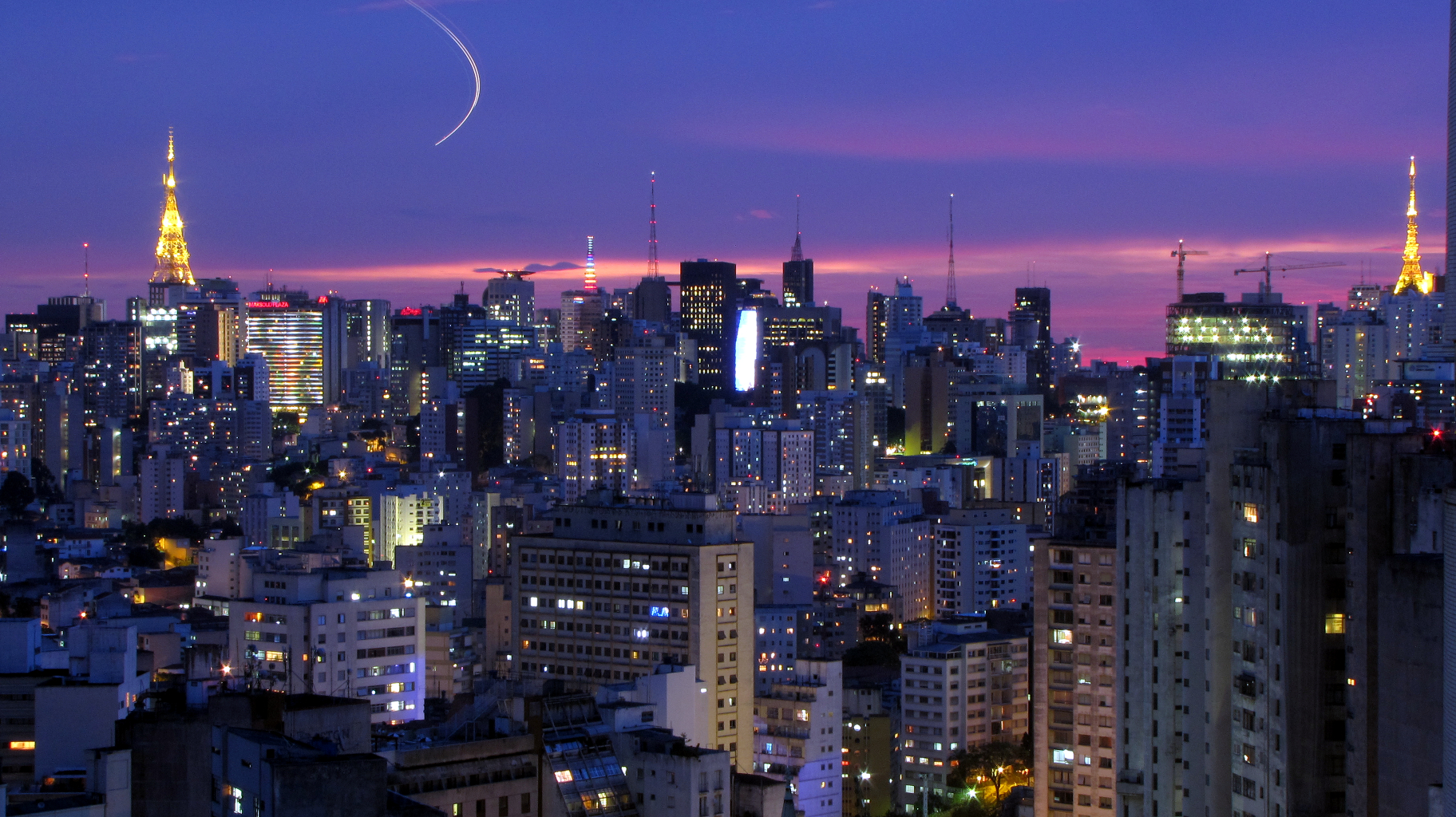
São Paulo é a concentração urbana mais rica do Brasil.

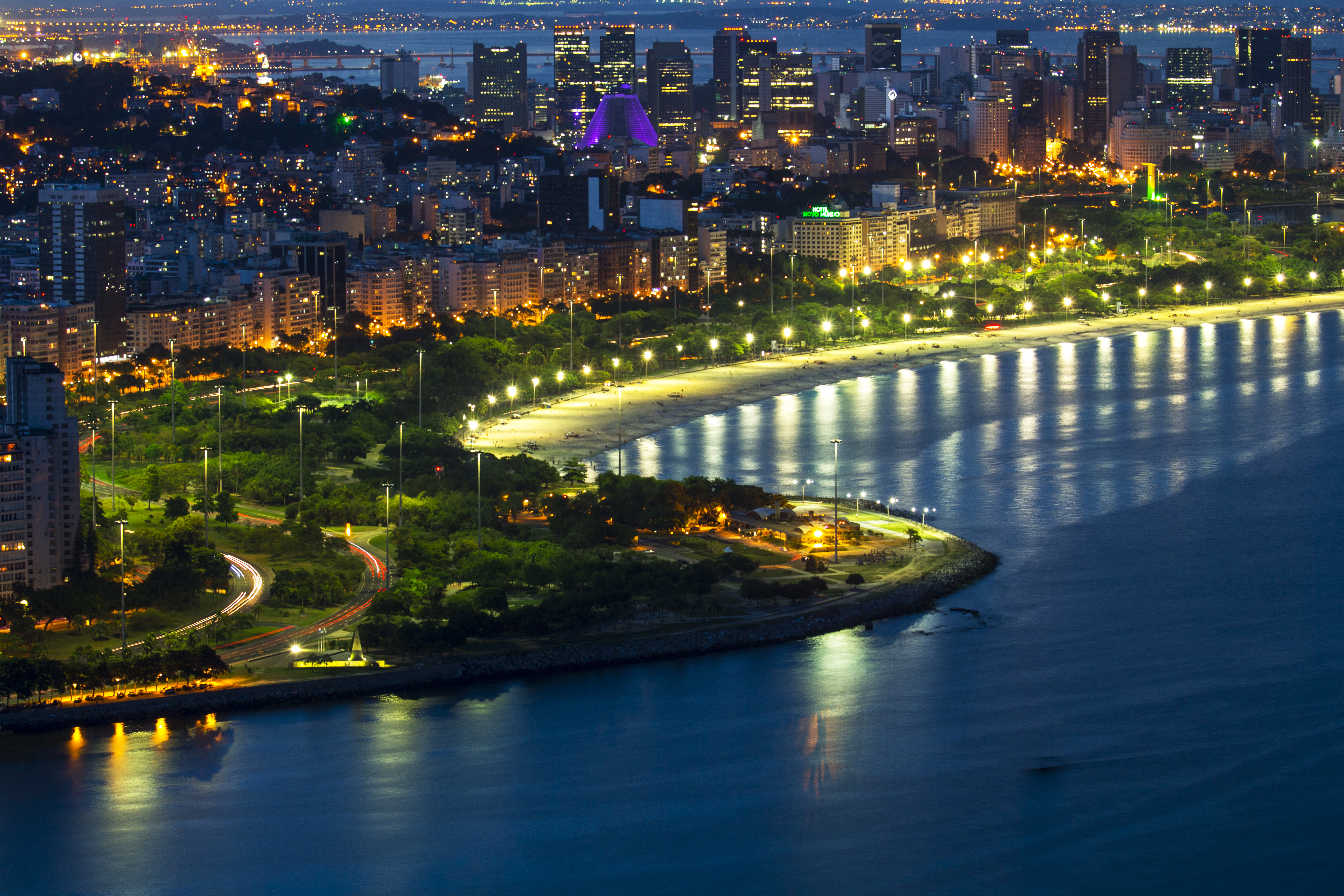
Rio de Janeiro é a segunda concentração urbana mais rica do país.

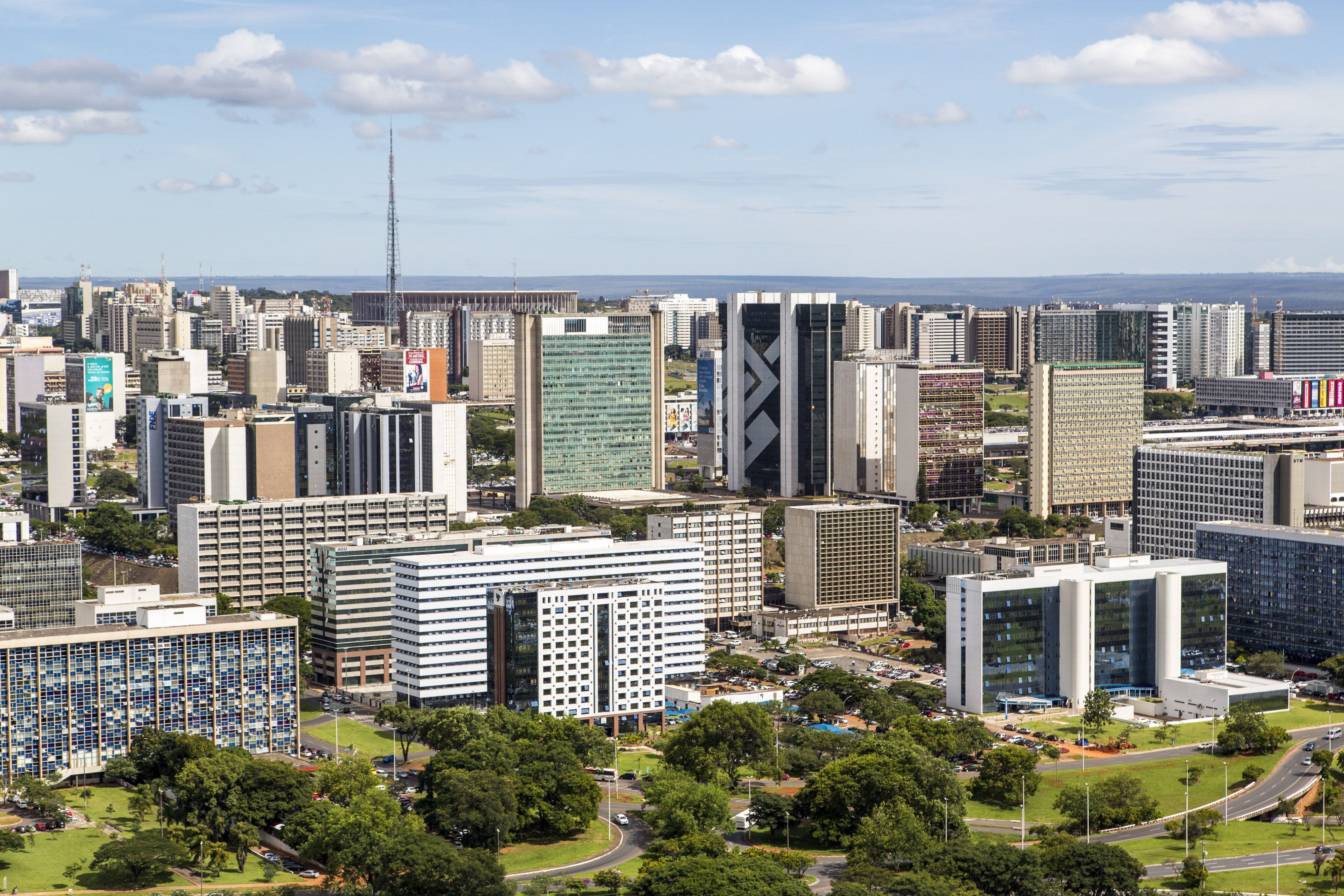
Brasília é a terceira mais rica concentração urbana brasileira.

| Posição | Grande concentração urbana | Unidade(s) federativa(s) | PIB nominal em reais (2014) |
| ------- | -------------------------- | ------------------------ | --------------------------- |
| 1       | São Paulo                  | São Paulo                | 1,020 trilhão               |
| 2       | Rio de Janeiro             | Rio de Janeiro           | 441,543 bilhões             |
| 3       | Brasília                   | Distrito Federal · Goiás | 207,447 bilhões             |
| 4       | Belo Horizonte             | Minas Gerais             | 169,772 bilhões             |
| 5       | Porto Alegre               | Rio Grande do Sul        | 135,775 bilhões             |
| 6       | Curitiba                   | Paraná                   | 133,884 bilhões             |
| 7       | Campinas                   | São Paulo                | 111,292 bilhões             |
| 8       | Recife                     | Pernambuco               | 97,589 bilhões              |
| 9       | Salvador                   | Bahia                    | 94,996 bilhões              |
| 10      | Fortaleza                  | Ceará                    | 75,528 bilhões              |
| 11      | Manaus                     | Amazonas                 | 67,572 bilhões              |
| 12      | São José dos Campos        | São Paulo                | 67,094 bilhões              |
| 13      | Goiânia                    | Goiás                    | 63,592 bilhões              |
| 14      | Vitória                    | Espírito Santo           | 62,459 bilhões              |
| 15      | Baixada Santista           | São Paulo                | 49,586 bilhões              |
| 16      | Sorocaba                   | São Paulo                | 40,790 bilhões              |
| 17      | Belém                      | Pará                     | 36,956 bilhões              |
| 18      | Florianópolis              | Santa Catarina           | 33,762 bilhões              |
| 19      | São Luís                   | Maranhão                 | 28,856 bilhões              |
| 20      | Natal                      | Rio Grande do Norte      | 26,736 bilhões              |
| 21      | Cuiabá                     | Mato Grosso              | 26,433 bilhões              |
| 22      | Campo Grande               | Mato Grosso do Sul       | 23,902 bilhões              |
| 23      | João Pessoa                | Paraíba                  | 23,789 bilhões              |
| 24      | Aracaju                    | Sergipe                  | 22,059 bilhões              |
| 25      | Maceió                     | Alagoas                  | 20,902 bilhões              |
| 26      | Teresina                   | Piauí · Maranhão         | 19,372 bilhões              |